# Погода на завтра
«Погода на завтра» (пол. Pogoda na jutro) — польський комедійно-драматичний фільм, знятий Єжи Штуром за його ж сценарієм, написаним у співпраці з Мечиславом Хербою. Головні ролі виконали Єжи Штур, Мацей Штур, Малгожата Зайончковская.

## Сюжет
Юзефа Козела, який поклявся ніколи не виходити з монастиря, вмовляють приєднатися до ансамблю для виступу на конкурсі духовної пісні. На концерті він зустрічає дружину Ренату та сина, яких він покинув сімнадцять років тому. Через його минуле Юзефа виганяють з монастиря і він повертається в родину. Дружина живе уже з іншим чоловіком Чеславом, діти виросли та сердяться на татка через те, що він їх покинув. Тільки старша дочка Олександра підтримала батька.
Відсутність документів створює перешкоду в облаштуванні життя Юзефа. Та через хабар він швидко отримує документи. І тоді син Мартін влаштовує його водієм свого шефа, а колишня подружка пообіцяла допомогти оформити спадщину. 
Поступово Юзеф дізнається, ким стали його діти. Старша дочка Олександра — учасниця реаліті-шоу для дорослих, молодша Кінга зустрічається з наркодилером та разом з ним розповсюджує наркотики, син Мартін помічник кандидата в депутати парламенту.  
Батько намагається допомогти дітям стати кращими та всі його наміри негативно впливають на них. Кінга через втручання тата потрапляє в лікарню: її збиває автомобіль, брат використовує це в передвиборчий кампанії. До того ж справою цікавиться поліція, яка проводить обшук у будинку Чеслава. Це обурює його та він виганяє Ренату разом дітьми з будинку. Дружина звинувачує у всіх негараздах Юзефа й через серцевий напад потрапляє в кардіологію. На роботі він захищав подружку сина Магду від п’яного депутата, що призвело до скандалу і Юзефа звільнили. Мартін також втрачає роботу. Прямо на очах сина та батька викрадають дорогий автомобіль Мартіна. Щоб отримати страховку син примушує татка інсценувати напад. Мартін, стріляючи у себе, потрапив у голову, його госпіталізують. 
Юзеф іде на зйомки шоу, в яких задіяна його донька, там він розбиває скло. Олександру та його самого з порізами доставляють у лікарню. До нього приставили поліцейського. Випадає слушна нагода і Юзеф збирає всю родину в саду лікарні. Він дарує свій спадок дітям. У лікарні через замінування була евакуація, чоловік тікає. Тепер він безхатченко та бачить як життя його рідних стало кращим: Чеслава засуджують, Кінга зустрічається з фізіотерапевтом, син з Магдою роблять ремонт, Олександра — телеведуча «Прогнозу погоди».

## У ролях
| Актор                   | Персонаж                 | Роль                          |
| ----------------------- | ------------------------ | ----------------------------- |
| Єжи Штур                | Юзеф Козел               | чоловік Ренати                |
| Малгожата Зайончковская | Рената Козел             | дружина Юзефа                 |
| Рома Гансеровська       | Кінга Козел              | молодша дочка Юзефа та Ренати |
| Барбара Калужна         | Олександра Козел/Клаудія | старша дочка Юзефа та Ренати  |
| Мацей Штур              | Мартін Козел             | син Юзефа та Ренати           |
| Кшиштоф Глобиш          | Чеслав                   | другий чоловік Ренати         |
| Анджей Хира             | Ян Ціхоцький             | кандидат у депутати           |
| Мажена Трибала          | Боженка                  | колишня подружка Юзефа        |
| Мартина Пешко           | Магда                    | подружка Мартіна              |

## Створення фільму

### Виробництво
Зйомки фільму проходили в Варшаві та Кракові з 11 березня по 16 травня 2003.

### Знімальна група
- Кінорежисер — Єжи Штур
- Сценаристи — Єжи Штур і Мечислав Херба
- Кінопродюсер — Юліуш Махульський
- Виконавчий продюсер — Яцек Мачудловскі
- Композитори — Абель Коженьовський
- Кінооператор — Едвард Клосинський
- Кіномонтаж — Ельжбета Курковска
- Художник-постановник — Моніка Сайко
- Гример — Івона Блічарз
- Художник по костюмах — Ельжбета Радке[2].

## Сприйняття

### Критика
Фільм отримав позитивні відгуки від пересічних глядачів на вебсайті Rotten Tomatoes: йому зараховано «попкорн» з рейтингом 86 % та середньою оцінкою 3.6/5. На сайті IMDb рейтинг стрічки становить 7.2/10.

### Нагороди й номінації
Фільм отримав шість номінацій та одну нагороду на польських кінофестивалях, серед яких три номінації кінопремії «Орли». 